# Andrzej Krzeptowski (1903)
Pour les articles homonymes, voir Andrzej Krzeptowski.
Andrzej Krzeptowski , né le 29 juillet 1903 et mort le 26 février 1945, est un coureur du combiné nordique et un sauteur à ski polonais.

## Biographie

### Enfance et famille
Andrzej Krzeptowski est né le 29 juillet 1903 à Zakopane. Il est le cousin de Andrzej Krzeptowski.

### Seconde guerre mondiale
Il collabore avec les Allemands au sein du Goralenvolk (en) lors de la seconde guerre mondiale. En 1945, il se serait suicidé en prison et serait mort à l'hôpital de Cracovie.

## Résultats

### Jeux olympiques
| Épreuve / Édition | Épreuve / Édition | Chamonix 1924 | St Moritz 1928 |
| ----------------- | ----------------- | ------------- | -------------- |
| Combiné nordique  | Combiné nordique  | 19e           | -              |
| Saut à ski        | Saut à ski        | 21e           | 27e            |
| Ski de fond       | 18 km             | 28e           | -              |

### Championnats du monde
| Épreuve / Édition | Épreuve / Édition | Cortina d’Ampezzo 1927 | Zakopane 1929 |
| ----------------- | ----------------- | ---------------------- | ------------- |
| Ski de fond       | 18 km             | 27e                    | -             |
| Combiné nordique  | Combiné nordique  | 9e                     | -             |
| Saut à ski        | Saut à ski        | 18e                    | 27e           |

### Autres
Andrzej Krzeptowski a remporté le Championnat de Pologne de combiné nordique à trois reprises en 1922 (pl), 1923 (pl) et en 1926 (pl).
Il a remporté également le championnat de Pologne en ski de fond (18 km) en 1922 et en 1924.
En saut à ski, il a remporté le titre du Championnat de Pologne de saut à ski (pl) en 1923 (pl) et en 1926 (pl).